# Claude Burnez
Claude Burnez (Cognac, 30 janvier 1927 - Cognac, 2 mars 2011) est un préhistorien, se définissant lui-même comme archéologue « bénévole » français, spécialiste du Néolithique et de l'Âge du bronze.

## Biographie
Il nait à Cognac dans une famille de la bourgeoisie locale ; son père dirige la Maison Prunier, entreprise de négoce en Cognac. Après le baccalauréat, il entame des études de droit à l'Institut catholique d’Angers, puis à celui de Paris. De 1947 à 1951, il poursuit ses études de droit au Wadham College, puis il revient en France et rejoint l'entreprise familiale. Peu intéressé par les affaires commerciales de celle-ci, il se tourne parallèlement à son activité professionnelle vers l'archéologie locale, en commençant par la période gallo-romaine.
Il rencontre Raymond Riquet qui l'encourage dans ses travaux de recherche, lui insuffle probablement son goût pour les études consacrées au Néolithique et lui permet de faire la connaissance de Jean Arnal et Michel Gruet. À partir de 1955, il se lance dans un inventaire des découvertes anciennes visibles dans les musées et chez les collectionneurs privés qui aboutit à une première tentative de synthèse qui sera présentée au congrès préhistorique de France de Poitiers-Angoulême en 1956. Lors de ce congrès, Burnez et Riquet mettent en évidence l'importance insuffisante accordée aux études du Néolithique en France en comparaison du niveau des travaux menés en Grande-Bretagne et en Allemagne à la même époque. Ils soulignent en particulier que l'approche par l'unique étude de l'outillage lithique conduit à réduire le Néolithique à une simple phase de transition entre le Paléolithique et le Chalcolithique alors que la première place devrait être donnée à l'étude de la céramique (comme on le fait alors déjà en Grande-Bretagne et en Allemagne).
Très influencé par les travaux menés en Allemagne, dont il comprend la langue contrairement à beaucoup d'archéologues professionnels français contemporains, il publie avec Jean Arnal  en 1955 ses premiers travaux de synthèse sur le Néolithique du Centre-Ouest dans une revue allemande prestigieuse. Dans cet article qui connût un certain retentissement, les auteurs affirment la nécessité pour les néolithiciens français de s'appuyer sur des stratigraphies et soulignent que le phénomène néolithique s'est répandu en Europe selon deux axes, la voie méditerranéenne et la voie danubienne contrairement à la thèse officielle qui prévaut alors en France selon laquelle le courant méditerranéen est le plus ancien.
À partir de 1956, il réalise de manière intensive des prospections, sondages, sauvetages et fouilles, multipliant les chantiers jusqu'à six sites différents par an principalement dans les Charentes et notamment en Charente-Maritime. Il convainc des pilotes de l'Armée de l'air de la base aérienne de Cognac de faire des photos aériennes verticales et obliques de deux sites proches de la ville, le Terrier de Biard et les Matignons à Juillac-le-Coq.
Ami de Gérard Bailloud, il assure de concert avec lui en 1961 la fouille de la grotte funéraire d'Artenac à Saint-Mary en Charente.
Entre 1962 et 1965, attiré par l'activisme de Jean Arnal dans le Languedoc-Roussillon, il participe à deux fouilles de sites fontbuxiens (Conquettes, Gravas).
En 1962, il prépare une thèse de doctorat sur le Néolithique et le Chalcolithique dans le Centre-ouest de la France qu'il aurait dû soutenir en 1968 mais qui demeurera inédite jusqu'en 1976. En 1968, André Leroi-Gourhan lui propose un poste d'enseignement à Montréal qu'il refuse. Il abandonne alors complètement l'archéologie et la Préhistoire pour reprendre l’entreprise familiale.
Se jugeant lui-même comme un archéologue « bénévole », devant l'ampleur de la tâche et l'importance du site, il renonce à poursuivre la conduite des fouilles des Tumulus de Bougon et de la grotte de Rancogne qui lui avaient été confiées.
En 1976, sur l'insistance de plusieurs collègues archéologues, en particulier Jean-Pierre Mohen, José Gomez de Soto, Gérard Bailloud, il publie ses travaux de thèse. L'ouvrage deviendra rapidement une référence maintes fois citée par de nombreux archéologues professionnels. En 1986, il prend sa retraite et se consacre à nouveau à plein temps à l'archéologie où il est considéré comme l'un des spécialistes français du Néolithique. Il intègre plusieurs commissions interrégionales de la recherche archéologique (CIRA) et siège au conseil national de la recherche archéologique. Il enchaîne alors les chantiers de fouilles, jusqu'à plusieurs campagnes annuelles, dans tout le Centre-ouest de la France. Il fouille ainsi les sites des Loups à Échiré, de Font-Rase à Barbezieux, du Terrier de Fontbelle à Segonzac, les enceintes néolithiques de Diconche à Saintes, et un camp fortifié artenacien à Challignac.
Très attaché à sa région, il collabore avec plusieurs revues archéologiques locales où il publie le résultat de ses travaux. Membre de la société d'archéologie et d'histoire de la Charente et de l'association des archéologues de Poitou-Charentes, il est élu président de la société préhistorique française en 1999.

## Travaux en archéologie

### Camps des Matignons
Dès 1955, Claude Burnez y récolte du mobilier archéologique. Les photos aériennes révèlent un plan complexe de deux enceintes fossoyées se recoupant. Soucieux de la rigueur méthodologique, Burnez demande l’assistance des étudiants d'Oxford d'Humphrey Case, alors conservateur de Ashmolean Museum, et c'est sous la direction de celui-ci qu'il fouille le site à partir de 1960. L'ampleur des travaux, leur minutie et les méthodes adoptées (utilisation de la résistivité électrique, décapages) bénéficient d'un grand retentissement dans la communauté des néolithiciens français. Burnez réalise l'étude et le classement du mobilier découvert (plus de 10 000 tessons et environ 900 objets lithiques) et invente pour qualifier cet ensemble culturel le nom de culture des Matignons.

## Principales publications
- Die Struktur des franzözischen Neolithikum auf Grund stratigraphischer Beobachtungen, 1956-1957
- Les camps néolithiques des Matignons à Juillac-le-Coq (Charente), 1966
- Le Néolithique et le Chalcolithique dans le Centre-Ouest de la France, Paris, Société préhistorique française, 1976
- Le site des Loups à Échiré, Deux-Sèvres, 1996
- L'âge du bronze dans la grotte de Rancogne, en collaboration avec J. Roussot-Larroque et M. Gruet, Paris, Réunion des Musées nationaux, 1997
- Les enceintes néolithiques de Diconche à Saintes, Charente-Maritime : une périodisation de l'Artenac, en coll. avec P. Fouérré, Paris, Société préhistorique française, 1999
- Font-Rase à Barbezieux et Font-Belle à Segonzac (Charente) : deux sites du Néolithique récent saintongeais, Matignons / Peu-Richard , Oxford, British Archaeologiste Reports, 2006
- Le camp à Challignac (Chartente) au IIIe millénaire av. J.-C. Un établissement complexe de la culture d’Artenac dans le Centre-Ouest de la France, Oxford, Archaeopress (BAR International Series 2165), 2010.